# Philothamnus dorsalis
Philothamnus dorsalis är en ormart som beskrevs av Bocage 1866. Philothamnus dorsalis ingår i släktet Philothamnus och familjen snokar. Inga underarter finns listade i Catalogue of Life.
Denna orm förekommer i Afrika från Kamerun och södra Centralafrikanska republiken till Angola och Zambia. Arten lever i låglandet och i bergstrakter upp till 1050 meter över havet. Den vistas i fuktiga lövfällande skogar. Honor lägger ägg.
För beståndet är inga hot kända. Hela populationen anses vara stabil. IUCN listar arten som livskraftig (LC).